# Panjer-Verteilung
Die Panjer-Verteilung (nach Harry Panjer) ist eine Wahrscheinlichkeitsverteilung, welche die Verteilungen negative Binomialverteilung, Binomialverteilung (für {\displaystyle p\in [0,1)}) und Poisson-Verteilung in einer Verteilungsklasse vereint. Somit gehört sie zu den univariaten diskreten Wahrscheinlichkeitsverteilungen. Sie wird in der Versicherungsmathematik eingesetzt als Schadenzahlverteilung, da ihre spezielle rekursive Struktur einen effizienten Algorithmus zur Berechnung der Gesamtschadenverteilung eines Versicherungsportefeuilles ermöglicht.

## Charakterisierung
Die Klasse der Panjer-Verteilung besteht aus allen Verteilungen auf {\displaystyle \mathbb {N} _{0}}, für die es Konstanten {\displaystyle a,b\in \mathbb {R} } mit {\displaystyle a+b\geq 0} gibt, so dass folgende Rekursionsvorschrift für die Zähldichte {\displaystyle p_{k}=P(X=k)} gilt:
{\displaystyle p_{k}=\left(a+{\frac {b}{k}}\right)\cdot p_{k-1},~~k\geq 1.}
Die Wahrscheinlichkeit {\displaystyle p_{0}} ergibt sich aus der Normierungsbedingung
{\displaystyle \sum _{k=0}^{\infty }p_{k}=1.}
Eine Folge {\displaystyle (p_{k})_{k\in \mathbb {N} _{0}}} mit diesen Eigenschaften ist eine spezielle stochastische Folge, die als Panjer-Folge bezeichnet wird.

## Eigenschaften
Erwartungswert und Varianz der Panjer-Verteilung sind gegeben durch
{\displaystyle E(X)={\frac {a+b}{1-a}},~~\operatorname {Var} (X)={\frac {a+b}{(1-a)^{2}}}.}
Es ist
{\displaystyle {\frac {\operatorname {Var} (X)}{E(X)}}={\frac {1}{1-a}},}
woraus folgt, dass
{\displaystyle \operatorname {Var} (X)>E(X)~~\iff a>0.}
{\displaystyle \operatorname {Var} (X)=E(X)~~\iff a=0.}
{\displaystyle \operatorname {Var} (X)<E(X)~~\iff a<0.}

## Spezialfälle

Panjer- und Binomialverteilung

| Verteilung       | {\displaystyle P[N=k]}                                                   | {\displaystyle a}                | {\displaystyle b}                     | {\displaystyle p_{0}}         | {\displaystyle W_{N}(x)}                               | {\displaystyle E[N]}                | {\displaystyle \operatorname {Var} (N)} |
| ---------------- | ------------------------------------------------------------------------ | -------------------------------- | ------------------------------------- | ----------------------------- | ------------------------------------------------------ | ----------------------------------- | --------------------------------------- |
| Binomial         | {\displaystyle {\binom {n}{k}}p^{k}(1-p)^{n-k}}                          | {\displaystyle {\frac {p}{p-1}}} | {\displaystyle {\frac {p(n+1)}{1-p}}} | {\displaystyle (1-p)^{n}}     | {\displaystyle (px+(1-p))^{n}}                         | {\displaystyle np}                  | {\displaystyle np(1-p)}                 |
| Poisson          | {\displaystyle e^{-\lambda }{\frac {\lambda ^{k}}{k!}}}                  | {\displaystyle 0}                | {\displaystyle \lambda }              | {\displaystyle e^{-\lambda }} | {\displaystyle e^{\lambda (s-1)}}                      | {\displaystyle \lambda }            | {\displaystyle \lambda }                |
| Negativ Binomial | {\displaystyle {\frac {\Gamma (r+k)}{k!\,\Gamma (r)}}\,p^{r}\,(1-p)^{k}} | {\displaystyle 1-p}              | {\displaystyle (1-p)(r-1)}            | {\displaystyle p^{r}}         | {\displaystyle \left({\frac {p}{1-x(1-p)}}\right)^{r}} | {\displaystyle {\frac {r(1-p)}{p}}} | {\displaystyle {\frac {r(1-p)}{p^{2}}}} |

Mit {\displaystyle a=0,~b=\lambda ,~p_{0}=e^{-\lambda }} erhält man die Poisson-Verteilung. In diesem Fall ist also {\displaystyle \operatorname {Var} (X)=E(X)}.
Mit {\displaystyle a=-{\frac {p}{1-p}},~b=(n+1)\cdot {\frac {p}{1-p}},~p_{0}=(1-p)^{n}} erhält man die Binomialverteilung. In diesem Fall ist {\displaystyle \operatorname {Var} (X)<E(X)}.
Mit {\displaystyle a=1-p,~b=(r-1)\cdot (1-p),~p_{0}=p^{r}} erhält man die Negative Binomialverteilung (Zählung der Misserfolge).
Hier ist nun {\displaystyle \operatorname {Var} (X)>E(X)}.